# Филипп III (маркграф Баден-Родемахерна)
Филипп III Баден-Родемахернский (15 августа 1567, Родмак — 6 ноября 1620, Замок Хохбург) — маркграф Баден-Родемахерна с 1600 года до своей смерти.
Филипп был третьим сыном маркграфа Баден-Родемахерна Кристофа II и шведской принцессы Сесилии Вазы.
Он унаследовал Баден-Родемахерн после смерти своего брата Эдуарда Фортуната в 1600 году и поселился в замке Эттлинген.
В 1605 году Филипп завербовал солдат для освобождения Баден-Бадена, который был оккупирован Баден-Дурлахом с 1594 года. Попытка не удалась, и двоюродный брат Филиппа, Георг Фридрих, взял его в плен. Филиппа содержали в Дурлахе, а затем в замке Хохбург, где он и умер в 1620 году не оставив потомков.